# 칭기즈 칸 (드라마)
《칭기즈칸》(중국어: 成吉思汗, 병음: Chéng jí sī hán 청지쓰한[*])은 중화인민공화국의 중국중앙방송이 제작한 아시아 기획 특선 역사 드라마이다. 대한민국에서는 2005년 9월 10일부터 2005년 12월 18일까지 한국방송공사 KBS 1TV을 통해 해외 제작 드라마로 방영하였다.
본 드라마는 유라시아 대륙을 정벌한 칭기즈칸의 일대기를 그린 작품이므로, 500여억원 규모의 막대한 제작비와 투자비까지 만만치 않게 들어간 블록버스터급 대작 드라마이므로, 중국에서 방송할 당시 794개 프르그램 중 시청률 1위를 기록한 것도 이 드라마에 대한 관심을 증폭시키는 가장 큰 성공 요인으로 꼽혔다.

## 등장 인물

### 테무진의 가족
- 파삼찰포 : 칭기즈칸 · 예수게이 역
  - 성우 : 이정구
    - 커얼 친비 샤오거 : 테무진 아역(9살)
      - 성우 : 강미형

    - 시린 만다 : 테무진 아역 (12살)
      - 성우 : 강미형

    - 다렁 자오리거 : 테무진 아역 (16살)
      - 성우 : 강수진
- 사런가오와 : 호엘룬 역
- 시치치거 : 예수게이의 둘째 부인 역
  - 성우 : 김정애
- 수오리종 : 보르테 역
  - 아루나 : 보르테 아역
- 시친 빌리거 : 주치 카사르 역
  - 궈지안화 : 주치 카사르 아역
- 우리 지투 : 벨구테이 역
  - 투먼 거리러 : 벨구테이 아역
- 상바오 : 테무게 역
- 다이친 : 테무게 아역
- 사이싱가 : 카지운 역
- 울란 치치거 : 테무렌 역
- 리우민 : 주치 역
  - 성우 : 이재용
- 장타오 : 차가타이 역
  - 성우 : 사성웅
- 후허 : 오게데이 역
- 양준 : 토루이 역
- 친용샤오 : 테무진의 딸 역
- 왕동 : 무아 투간 역
  - 성우 : 이윤선

### 보르지긴 족
- 수야 라달아이 : 달리타이 역
- 다리에 리한 : 멘글리케 역
- 허치 : 슈치타이 역
- 관치거 : 멘글리케의 아버지 역
- 하시 바터 : 니에쿤 타이시 역
- 누오리부 : 알레탄 역
- 리앙바오산 : 보어슈 역
  - 진거 나오리부 : 보어슈 아역
- 바오하이롱 : 젤레미에 역
- 샤오바 터얼 : 수부타이 역
  - 성우 : 임채헌
- 우청선 : 후비라이 역
- 우리 지투 : 암바가이 역
- 우리 건 : 후차얼 역
  - 성우 : 김익태
- 수 허 : 쿠오쿠오추 역
- 알라다얼투 : 두오다이 역
- 날라 : 훠아허이천 역

### 메르키트 족
- 바터얼 : 퉈허이 퉈아 역
- 나순 : 허아타이 역
  - 성우 : 원호섭
- 호우타오 : 후두 역
- 양 하이찬 : 치리에 거얼 역
- 천시청 : 후란 역
  - 성우 : 차명화

### 자다란 족
- 자오 헝수안 : 자무카 역
- 울링한 : 다이차얼 역
  - 성우 : 문관일
- 친 추안 : 훠얼치 역
  - 성우 : 이호인

### 유르키 족
- 우리 시라투 : 사차 비에치 역
- 이민 퉈야 역 : 엘리젠 여사 역
- 류유화 : 무칼리 역
- 어덩 바터얼 : 부리보쿼 역

### 타이추드 족
- 훠차얼 : 타리후타이
  - 성우 : 이장원
- 양 광화 : 퉈둬 역
- 치나 리투 : 제베 역
  - 성우 : 임성표
- 여얼장 : 나야아 역
  - 성우 : 원호섭
- 장부라 : 수오얼한 시라 역
- 정거 : 허다안의 아내 역
- 울란 바오인 : 치라운 역
  - 갈라 : 치라운 아역
- 다와 줘마 : 허다안 역
  - 성우 : 김정애
  - 무치얼 : 허다안 아역
    - 성우 : 김정애

### 타르타르 족
- 아라 텅울라 : 미에우전 샤오리투 역
- 단바 : 다이얼 우순 역
- 왕빈 : 여커처리엔 역
- 리이화 : 테무진 우거, 자린 부허 역
  - 성우 : 안종국
- 정수앙 : 예수이 역
- 눠밍 여리 : 예수간 역
- 샤오샤오화 : 시키쿠탁 역

### 온기라트 족
- 바라 주얼 : 다이서천 역
- 투하이 : 다이서천의 아내 역

### 여진 · 거란 · 한족
- 왕원지에 : 금 희종역
- 리커나이 : 금 위소왕 역
  - 성우 : 노민
- 타오지신 : 밍안 역
- 울링한 : 후 샤후 역
- 왕용콴 : 장 항신 역
- 류이민 : 완옌 청휘 역
- 셔왕 : 투상이 역
- 바터얼 : 완옌 지우진 역
- 바이지엔카이 : 예루 아하이 역
- 왕원성 : 예루 부화 역
- 류쿠이 : 궈 바오유 역
- 선관추 : 야율초재 역
  - 성우 : 설영범
- 송귀후 : 구처기 역

### 호라즘 샤 왕조
- 와리시 : 알라 웃딘 무함마드 역
- 아부리미티 : 잘랄 웃딘 역
- 파라무러이친 : 테르켄 카툰 역
- 무라딩, 다니야 : 호라즘 샤 장군 역
- 알리야나 : 알라 웃딘 무함마드의 어린 아들 역

### 케레이트 족
- 비리거투 : 토그릴 완 칸 역
- 쿠바오강 : 자허간부 역
- 마리핑 : 상쿤 역

### 나이만 족
- 아라파테 : 쿠츨루크 역
- 마이마이티 시에리후 : 타이양 칸 역
- 구지리누얼 쿠티비러 구얼비어수 여사 역
- 니지아티 아이커바이얼 : 타타통가 역
- 다니야 : 사이보러허이 역

### 기타
- 이뤄후 : 워얼보 역
- 다오얼 치런친 : 치허 치우하이 역
- 류바오청 : 쿠추 역
- 다니야 : 전하이 역
- 류리나 : 타얼훈 여사 역
- 왕지에빙 : 허다 지다이 역
- 아윤가 : 투호후 역
- 시친 차오커투 : 허이후지 역

## 시청률

### 2005년
| AGB 조사 시청률 | AGB 조사 시청률 | AGB 조사 시청률 | AGB 조사 시청률 |
| 회차            | 요일            | 수도권          | 전국            |
| --------------- | --------------- | --------------- | --------------- |
| 1화             | 9월 10일        | 13.9%           | 13.8%           |
| 2화             | 9월 11일        | 14.5%           | 13.5%           |
| 3화             | 9월 17일        | 10.5%           | 10.1%           |
| 4화             | 9월 18일        | 11.7%           | 10.8%           |
| 5화             | 9월 24일        | 12.3%           | 12%             |
| 6화             | 9월 25일        | 14.2%           | 13.9%           |
| 7화             | 10월 1일        | 12.3%           | 11.6%           |
| 8화             | 10월 2일        | 12%             | 11.7%           |
| 9화             | 10월 8일        | 10%             | 10.2%           |
| 10화            | 10월 9일        | 12.3%           | 12%             |
| 11화            | 10월 15일       | 11.5%           | 11.2%           |
| 12화            | 10월 16일       | 12.3%           | 11.9%           |
| 13화            | 10월 22일       | 9.6%            | 9.4%            |
| 14화            | 10월 23일       | 10.8%           | 10.5%           |
| 15화            | 10월 29일       | 9.7%            | 9.5%            |
| 16화            | 10월 30일       | ?               | ?               |
| 17화            | 11월 5일        | 8.9%            | ?               |
| 18화            | 11월 6일        | 9.6%            | 9.6%            |
| 19화            | 11월 12일       | ?               | ?               |
| 20화            | 11월 13일       | 10.5%           | 10.2%           |
| 21화            | 11월 19일       | 8.9%            | 8.6%            |
| 22화            | 11월 20일       | ?               | ?               |
| 23화            | 11월 26일       | 10.4%           | 9.2%            |
| 24화            | 11월 27일       | 11.2%           | 10.6%           |
| 25화            | 12월 3일        | ?               | 8.7%            |
| 26화            | 12월 4일        | 11.5%           | 11%             |
| 27화            | 12월 10일       | ?               | 9.3%            |
| 28화            | 12월 11일       | 10.2%           | 10.3%           |
| 29화            | 12월 17일       | 11.4%           | 10.2%           |
| 30화            | 12월 18일       | ?               | ?               |

## 참고 사항
- '용의 눈물', '태조 왕건', '제국의 아침', '무인시대', '불멸의 이순신' 등 그동안 방대한 스케일을 자랑해 온 대하 드라마 방송 시간대에 해외 제작 드라마가 편성되기까지는 지상파 방송사 중 가장 이례적인 사례로 꼽히는데, 그 동안 국내 제작 드라마가 아시아와 태평양, 아메리카, 유럽 등지에 수출되면서 중국이나 일본, 미국에서 제작된 수입 드라마도 방영해야 하지 않느냐는 불만의 목소리가 적지 않았다.
- KBS 드라마본부의 김종식 국장의 인터뷰에서, "'불멸의 이순신' 후속작으로 방영 예정인 사극 드라마 '서울 1945'가 당초 2005년 하반기 방영작으로 가닥을 잡았다가, 추가 재원 확보 문제 등 제작이 늦어지는 관계로, 본방송 시점을 2006년 상반기 방영작으로 보류하는 대신 편성 공백을 메우기 위해서 KBS가 쌍방향 문화 교류 활성화의 일환으로 지난해 말부터 아시아 드라마들을 스크린해 결정한 작품이다"이라고 설명했다.